# Isah Eliakwu
Isah Abdullahi Eliakwu (ur. 25 października 1985 w Lokoji) – piłkarz nigeryjski grający na pozycji napastnika.

## Życiorys
Eliakwu urodził się w Nigerii, ale w młodym wieku wyjechał do Włoch, by rozpocząć tam piłkarską karierę. Jego pierwszym klubem w karierze była AC Reggiana. W 2001 roku grał w barwach młodzieżowej drużyny w młodzieżowej lidze Włoch i razem z Obafemim Martinsem latem 2002 przeszedł do Interu Mediolan. W sezonie 2002/2003 trafił do młodzieżowej drużyny Interu. W sezonie 2003/2004 w pierwszych 19 meczach sezonu zdobył 19 goli (9 w lidze młodzieżowej oraz 10 w młodzieżowym Pucharze Włoch). 13 stycznia 2004 Eliakwu zadebiutował w pierwszej drużynie Interu, w zremisowanym 0:0 meczu z Udinese Calcio w Pucharze Włoch. Zaraz potem został wypożyczony do Parmy jako część spłaty transferu za Adriano, jednak trenerzy Parmy zadecydowali, że Eliakwu pozostanie w Mediolanie do końca sezonu.
W sezonie 2004/2005 Eliakwu był wypożyczony do Ascoli Calcio i w Serie B rozegrał 23 mecze, jednak nie zdobył ani jednego gola. W sierpniu 2005 Isah trafił na wypożyczenie do Triestiny Calcio. W pierwszej części sezonu nie grał prawie w ogóle co było spowodowane kontuzją. W lutym 2006 czołowy napastnik klubu, Denis Godeas przeniósł się do US Palermo, a inni napastnicy byli kontuzjowani, toteż Isah dostał szansę gry w pierwszym składzie. Do końca sezonu zdobył 8 bramek w 16 meczach i przez fanów został wybrany najlepszym piłkarzem sezonu w drużynie Triestiny, z którą zajął 14. miejsce w lidze. Latem 2006 w Triestinie zmienił się właściciel i nowy, Stefano Fantinel, wykupił od Interu 50% praw do Eliakwu. Isah dobrze rozpoczął sezon zwłaszcza w Pucharze Włoch, w którym w 3 meczach zdobył 3 gole (z US Sanremese Calcio, Sieną i Atalantą BC).
Sezon 2007/2008 Eliakwu spędził na wypożyczeniu w Spezii Calcio. W 2008 powrócił Triestiny Calcio, a w 2009 został sprzedany do Gallipoli Calcio. Z kolei w 2010 roku grał w A.S. Varese 1910, a następnie odszedł do rosyjskiego Anży Machaczkała. Następnie grał w Gallipoli, Ascoli, Hapoelu Hajfa, Ifeanyi Ubah i Al-Jabalain FC.
| Sezon   | Klub             | Kraj   | Rozgrywki     | Mecze | Bramki |
| ------- | ---------------- | ------ | ------------- | ----- | ------ |
| 2004/05 | Inter Mediolan   | Włochy | Serie A       | 0     | 0      |
| 2004/05 | Ascoli Calcio    | Włochy | Serie B       | 23    | 0      |
| 2005/06 | Triestina Calcio | Włochy | Serie B       | 16    | 8      |
| 2006/07 | Triestina Calcio | Włochy | Serie B       | 35    | 3      |
| 2007/08 | Spezia Calcio    | Włochy | Serie B       | 29    | 7      |
| 2008/09 | Triestina Calcio | Włochy | Serie B       | 4     | 0      |
| 2009/10 | Gallipoli Calcio | Włochy | Serie B       | 4     | 0      |
| 2009/10 | A.S. Varese 1910 | Włochy | Serie C1      | 4     | 0      |
| 2010    | Anży Machaczkała | Rosja  | Priemjer-Liga | 0     | 0      |
| 2011/12 | Anży Machaczkała | Rosja  | Priemjer-Liga | 3     | 0      |